# هکتور اسکارونه
هکتور اسکارونه (انگلیسی: Héctor Scarone؛متولد ۲۶ نوامبر ۱۸۹۸ در مونته‌ویدئو –درگذشته ۴ آوریل ۱۹۶۷ در زادگاهش) یک بازیکن فوتبال اهل اروگوئه است.
او در 9 سالگی در تیم ناسیونال شکوفا شد.در 19 سالگی ، او در فینال مسابقات کوپا آمریکا 1917 مقابل آرژانتین، چهارمین مسابقه بین‌المللی خود ، گلی را به ثمر رساند که اروگوئه را در مسابقات قهرمانی 1917 آمریکای جنوبی به دست آورد .
اسکارونه کارنامه بین‌المللی خود را با رساندن اروگوئه به قهرمانی جام جهانی 1930 به پایان رساند ، و اگرچه کارنامه بین‌المللی او در همان سال به پایان رسید ، 31 گل در 52 مسابقه (در واقع 52 گل ، اما 21 گل در مسابقات غیر رسمی بود) که وی برای کشورش به ثمر رساند ، تا سال 2011 به عنوان رکورد ملی پابرجا مانده بود.
اسکارونه پس از بازنشستگی به عنوان بازیکن ، مربی فوتبال شد. وی در دهه 1950 سرمربی ناسیونال و رئال مادرید بود. وی در سال 1967 در 68 سالگی در زادگاهش مونته‌ویدئو درگذشت.

## مربیگری و بعد از فوتبال
اسکارونه پس از بازنشستگی به عنوان بازیکن ، مربی فوتبال شد. وی در دهه 1950 سرمربی ناسیونال و رئال مادرید بود. وی در سال 1967 در 68 سالگی در مونته‌ویدئو(Montevideo) درگذشت.